# Alaverdi
Alaverdi (em armênio: Ալավերդի) é uma cidade do Nordeste da Arménia da província de Lorri. Segundo o censo de 2011, havia 13 343 habitantes.